# Nastus productus
Nastus productus là một loài thực vật có hoa trong họ Hòa thảo. Loài này được (Pilg.) Holttum mô tả khoa học đầu tiên năm 1955 publ. 1956.